# Comte de Fife

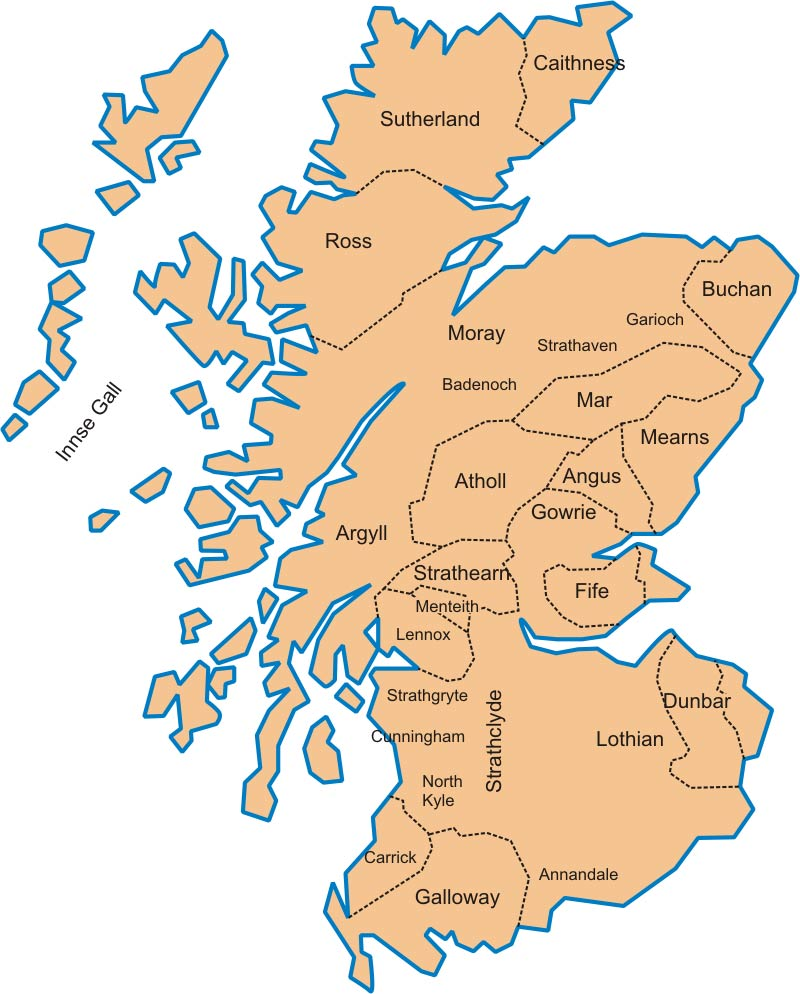
Carte des principales seigneuries d'Écosse vers 1230.

Comte de Fife ou mormaer de Fife est un titre médiéval que portait le possesseur de la seigneurie (ou comté) de Fife. Le titre de comte Fife a également été créé dans la pairie d'Irlande en 1759, pour un descendant de Macduff.

## Origine
C'est une illustre famille d'Écosse, dont l'origine remonte selon les uns au roi d'Écosse Dubh, tué dans un combat en 967, selon les autres à Fife-Macduff, qui aurait reçu le titre de comte du roi Kenneth Ier d'Écosse vers 840, en récompense des services qu'il avait rendus dans les guerres contre les Pictes.
Ses descendants, parmi lesquels on remarque Macduff qui soutint Malcolm contre l'usurpateur Macbeth, portèrent le titre de comtes de Fife jusqu'en 1353. La tradition voulait que le chef du clan MacDuff couronne le roi d'Écosse.
Lors du couronnement de Robert Ier Bruce, le 25 mars 1306 Duncan IV, comte de Fife, étant détenu en Angleterre, c'est sa tante, Isabelle de Fife, épouse du John Comyn comte de Buchan qui exerce cette charge par patriotisme. Capturée par les Anglais elle fut, pour cela, enfermée dans une cage au château de Roxburgh jusqu'en 1310.
Le nom de Duff subsista seul à partir de cette époque ; mais en 1759, William Duff de Bracco reprit le titre de comte de Fife.

## Mormaerou comtes de Fife
- Macduib ou Macduff (fl. 1057–1058), le MacDuff de Shakespeare, dans Macbeth ;
- 1095-v.1130 : Constantin de Fife (Causantín) (fl. 1095-1128), possiblement fils ou petit-fils du précédent ;
- v.1130-1133 : Gille Míchéil de Fife (1130-1133), possiblement fils ou petit-fils de Macduib ;
- Donnchad I de Fife (1133-1154) ;
- Donnchad II de Fife (1154-1204) ;
- Máel Coluim I de Fife (1204-1228) ;
- Máel Coluim II de Fife (1228-1266) ;
- Colbán de Fife, (1266-1270/2) ;
- Donnchadh III de Fife (1270/2-1289) ;
- Donnchadh IV de Fife (1288-1353) ;
- 1358-1359/60 : William Ramsay de Colluthie († 1382 ou peu après), reçoit le titre de David II aux dépens d'Isabelle la fille du preécédent ;
- 1360-1371 : Isabelle († 1389), renonce au comté en 1371, épouse :
  - William Felton (décédé en 1358)
  - Walter Stewart (en) (décédé en 1362)
  - Thomas Bisset (en) (décédé en 1366)
- 1372-1420 : Robert Stuart d'Albany († 1420), 1er duc d'Albany, comte de Menteith ;
- 1420-1425 : Murdoch Stuart d'Albany († 1425), 2e duc d'Albany, comte de Menteith, gouverneur d'Écosse, fils du précédent. Exécuté en 1425.

### Comtes Fife (1759)
- 1759-1763 : William Duff († 1763), lord Braco de Kilbryde ;
- 1763-1809 : James Duff (en) (1729-1809) ;
- 1809-1811 : Alexander Duff (en) (1731-1811) ;
- 1811-1857 : James Duff (1776-1857) ;
- 1857-1879 : James Duff (1814-1879) ;
- 1879-1912 : Alexander Duff (1849-1912), créé duc de Fife en 1889. Mort sans descendance mâle.